# 김종찬 (화가)
김종찬(金宗燦, 일본식 이름: 金原燦)은 한국의 화가이다.

## 생애
일본에 유학해 제국미술학교를 졸업했고, 1941년 이중섭, 이쾌대 등이 제국미술학교 동문들을 중심으로 순수 미술을 지향하는 조선신미술가협회를 결성할 때 참가했다. 이무렵 김종찬은 일본의 이과전(일본어: 二科展) 공모전에서 연이어 입선하여 그림 실력을 인정 받은 동양화가였다.
일본군 종군화가로 참전하여 〈진중의 A병단장〉등 친일 작품을 발표했는데, 일본 군인의 얼굴 모습을 묘사한 이 작품은 일본육군미술협회가 발행한 《성전미술(일본어: 聖戰美術)》(1939)이라는 화집에 김종찬의 창씨명과 함께 소개되어 있다. 1939년 이과전에 출품한 〈산서 오지 야전병원〉도 친일 회화 작품이다.
일제가 패망한 후 정신이상이 되어 불행한 말년을 보내다가 곧 사망한 것으로 알려져 있다.
2008년 민족문제연구소가 선정한 친일인명사전 수록예정자 명단 미술 부문에 포함되었다.

## 참고자료
- 박종찬 (2004년 10월 1일). ““붓으로 화폭으로 진충보국하라”- ‘식민지 조선과 전쟁미술전’…미술계 거목들의 친일대표작 한자리에”. 한겨레. 2005년 4월 1일에 원본 문서에서 보존된 문서. 2008년 5월 18일에 확인함.
- 이동권 (2006년 1월 24일). “[인터넷 도록] 친일 미술인과 작품 - 조선인들을 전쟁에 참여시키는 선전 교화논리로 미술을 이용”. 민중의 소리. 2008년 6월 16일에 확인함. |제목=에 지움 문자가 있음(위치 1) (도움말)